# اسلام در کانادا
بر طبق سرشماری سال ۲۰۲۲ در کانادا جمعیت مسلمانان این کشور ۱٬۱۴۸٬۲۱۳ نفر است. اکثریت مسلمانان کانادا پیرو اسلام سنی و اقلیتی از اسلام شیعه و اسلام احمدیه هستند.
بر طبق سرشماری سال ۲۰۰۱ در کانادا، جمعیت مسلمانان این کشور ۵۷۹٬۶۴۰ (کمتر از ۲٪)است بر طبق تخمین در سال ۲۰۰۶ ۷۸۳٬۷۰۰ نفر یا حدود ٪۲٫۵ است

## پیشینه جمعیتی
براساس سرشماری سال ۱۸۷۱، در مجموع دوازده نفر مسلمان در کانادا زندگی می‌کرده‌اند. این رقم در سال ۱۹۰۱ به ۳۰۰ تا ۴۰۰ نفر که متشکل از ترک‌ها و اعراب بودند رسید. بعدها دولت‌های حاکم بر کانادا از افزایش تعداد مهاجران که بواسطه مهاجرت‌های جدید صورت می‌گرفت، جلوگیری کردند. به همین جهت، رقم مسلمانان در سال‌های ۱۹۱۱ تا ۱۹۱۵ بسیار کاهش یافت. تعداد مسلمانان در سال ۱۹۵۱، ۱۸۰۰ نفر، در سال ۱۹۶۱، ۵۸۰۰ نفر، در سال ۱۹۷۱، ۳۴۴۳۰ نفر، و در سال ۱۹۸۲، ۱۲۰۰۰۰ نفر بوده‌است.
بر طبق گفته انستیتوی آمار کانادا، در سال ۱۹۸۱ تعداد مسلمانان ۱۶۵٬۹۵ بوده که این رقم کمتراز ٪۵٫۰ جمعیت کانادا را تشکیل می‌داده‌است که ٪۵۳٫۱ از این مسلمانان در ایالت انتاریو زندگی می‌کردند.
| استان                 | مسلمانان |
| --------------------- | -------- |
| اونتاریو              | 581,950  |
| کبک                   | 243,430  |
| بریتیش کلمبیا         | 79,310   |
| آلبرتا                | 113,445  |
| مانیتوبا              | 12,405   |
| ناوا اسکوتیا          | 8,505    |
| ساسکاچوان             | ۲٬۲۳۰    |
| نیوبرانزویک           | ۱٬۲۷۵    |
| نیوفاندلند و لابرادور | ۶۳۰      |
| پرنس ادوارد آیلند     | ۱۹۵      |
| نورث‌وست تروریتز       | ۱۸۰      |
| یوکان                 | ۶۰       |
| نوناووت               | ۳۰       |
| کانادا                | ۵۷۹٬۶۴۰  |

## مساجد و مراکز اسلامی
در کانادا حدود پنجاه مسجد وجود دارد که هر یک از آن‌ها به عنوان یک مرکز اسلامی و محلی برای آموزش قرآن شناخته می‌شوند. مهم‌ترین مساجد در شهرهای: ادمونتون (۱۹۸۳ مسجد الرشید)، لاک لابیش (۱۹۸۵)، لوندن (۱۹۶۵)، ویندسور (۱۹۶۹)، تورنتو (۱۹۷۰)، مونترال (۱۹۷۲)، اوتاوا (۱۹۷۸)، واقع شده‌است.
در مدارس کانادا دروس دینی آموزش داده نمی‌شود.
نخستین انجمن اسلامی در سال ۱۹۲۰ در ادمونتون تأسیس شد و در همان‌جا مسجدی نیز بنا گردید. پس از جنگ جهانی دوم نیز انجمنهای اسلامی متعددی در ویندوسور، لوندن، تورنتو، و لاک لابیش و مناطق دیگر به ترتیب در سال‌های ۱۹۵۴، ۱۹۵۵، ۱۹۵۶، ۱۹۵۷ تأسیس گردید. در حال حاضر، حداقل ۵۰ انجمن و جمعیت اسلامی در کانادا مشغول فعالیت می‌باشد. بعدها انجمن‌های منطقه‌ای نیاز به همکاری و تعاون را در سراسر کشور بیش از پیش حس کرده، در سال ۱۹۷۳ اقدام به تأسیس شورای انجمن‌های اسلامی کانادا نمودند.
در سال ۱۹۵۳ در دانشگاه مک گیل و پس از آن در دانشگاه تورنتو «انیستیتوی تحقیقاتی اسلام» تأسیس گردید.

## جمعیت شناسی، و زندگی
اکثریت مسلمانان کانادا در استان های انتاریو و کبک زندگی می کنند. بر اساس نظرسنجی ملی  در سال 2011، 424925 مسلمان در کلان شهر تورنتو زندگی می کردند که معادل 7.7 درصد از کل جمعیت کلان شهر است.  این آمار شامل تعداد زیادی از مسلمانان پاکستانی ، بنگلادشی ، هندی ، ایرانی و مصری / عرب تبار است. جامعه مسلمانان کلان شهر مونترال در سال 2011  221040 نفر بود  یا تقریباً 6 درصد از کل جمعیت کلان شهر که شامل جمعیت مسلمان از غرب/جنوب اروپا، کارائیب، شمال آفریقا، خاورمیانه و شبه قاره هند است. اتاوا پایتخت ملی کانادا میزبان بسیاری از مسلمانان لبنانی ، آسیای جنوبی و سومالیایی است، جایی که جامعه مسلمانان در سال 2011 تقریباً 65880 نفر یا 5.5 درصد بودند.  علاوه بر تورنتو ، اتاوا و مونترال ، تقریباً تمام کلان‌شهرهای اصلی کانادا دارای یک جامعه مسلمان هستند، از جمله ونکوور (73215) که بیش از یک سوم آن ایرانی تبار هستند، کلگری (58310)، ادمونتون (46125)، ویندزور (15575) ، وینیپگ (11265) و هالیفاکس (7540). در سال ‌های اخیر، به دلیل رشد اقتصادی در کلگری و ادمونتون، رشد سریع جمعیت وجود داشت.
اکثر مسلمانان کانادا افرادی هستند که مسلمان بزرگ شده اند.  مانند مهاجران به‌طور کلی، مهاجران مسلمان به دلایل مختلف به کانادا آمده اند. اینها شامل آموزش عالی، امنیت، اشتغال و خانواده است. برخی دیگر برای آزادی مذهبی و سیاسی و امنیت آمده اند و جنگ های داخلی، آزار و اذیت و دیگر درگیری های داخلی و نژادی را پشت سر گذاشته اند. در دهه 1980، کانادا به پناهگاه امنی برای کسانی تبدیل شد که از جنگ داخلی لبنان فرار کردند. در دهه 1990 مسلمانان سومالی در پی جنگ داخلی سومالی و همچنین بوسنیایی هایی که از تجزیه یوگسلاوی سابق فرار کردند، وارد شدند. با این حال کانادا هنوز تعداد قابل توجهی از عراقی های فراری از جنگ عراق را دریافت نکرده است.

## دیدگاه سیاسی

### نظریات مسلمانان
| Voting results of Canadian Muslims, 2015 | Voting results of Canadian Muslims, 2015 | Voting results of Canadian Muslims, 2015 | Voting results of Canadian Muslims, 2015 | Voting results of Canadian Muslims, 2015 |
| ---------------------------------------- | ---------------------------------------- | ---------------------------------------- | ---------------------------------------- | ---------------------------------------- |
|                                          |                                          |                                          |                                          |                                          |
| Liberal Party                            | Liberal Party                            |                                          | ۶۵٪                                      | ۶۵٪                                      |
| New Democratic Party                     | New Democratic Party                     |                                          | ۱۰٪                                      | ۱۰٪                                      |
| Conservative Party                       | Conservative Party                       |                                          | ۲٪                                       | ۲٪                                       |
| Other party                              | Other party                              |                                          | ۲٪                                       | ۲٪                                       |
| Did not vote                             | Did not vote                             |                                          | ۱۶٪                                      | ۱۶٪                                      |
| Not eligible to vote                     | Not eligible to vote                     |                                          | ۵٪                                       | ۵٪                                       |

1. ↑  Neuman, Keith (April 2016). "Survey of Muslims in Canada 2016" (PDF). The Environics Institute. Retrieved April 19, 2017.

در نظرسنجی Environics در سال 2016، 83 درصد از مسلمانان به کانادایی بودن «بسیار افتخار می‌کنند» در حالی که 73 درصد از کانادایی‌‌ های غیرمسلمان هم همین را می‌گویند. مسلمانان کانادایی "آزادی و دموکراسی کانادا" را به عنوان بزرگترین منبع غرور و "چندفرهنگی و تنوع" را به عنوان دومین منبع بزرگ گزارش کردند. 94 درصد از مسلمانان کانادا احساس "قوی" یا "بسیار قوی" تعلق به کانادا را گزارش کردند. 78 درصد از مسلمانان کانادا حداقل یک بار در هفته به مسجد می روند. 73 درصد از زنان در اماکن عمومی از نوعی پوشش سر استفاده می کنند (58 درصد حجاب ، 13 درصد چادر و 2 درصد نقاب دارند). هم غرور به کانادایی بودن و هم داشتن حس تعلق قوی در مسلمانان کانادا در مقایسه با نظرسنجی سال 2006 افزایش یافته است. حضور در مسجد و پوشاندن سر در اماکن عمومی نیز از سال 2006 افزایش یافته است.
یک نظرسنجی در سال 2016 نشان داد که 36٪ از مسلمانان کانادا (47٪ از افراد 18 تا 34 ساله) موافق بودند که همجنسگرایی باید به‌طور کلی توسط جامعه پذیرفته شود، در حالی که 43٪ مخالف بودند. مسلمانان مسن تر (55%) و کسانی که کمترین درآمد را داشتند (56%) احتمال بیشتری داشت که با هم مخالفت کنند. پذیرش همجنسگرایی در میان مسلمانان متولد شده در کانادا (52%)، آفریقای جنوبی (42%) و خاورمیانه (0%) بیشتر از مسلمانان متولد پاکستان (0%) و آفریقا (0%) بود   ].

### نظر در مورد مسلمانان
بر اساس بررسی های انجام شده توسط موسسه انگوس رید (ARI)، 24 درصد از کانادایی ها در سال 2013 نظر مساعدی نسبت به اسلام داشتند که در نظرسنجی سال 2016 به 34 درصد و در کبک از 16 درصد در سال 2013 به 32 درصد افزایش یافت. در سال 2016
رای دهندگان حزب لیبرال (45%) و رای دهندگان حزب دموکراتیک نوین (42%) نسبت به رای دهندگان حزب محافظه کار (24%) نظر مساعدتری نسبت به مسلمانان دارند.
اکثریت (75 درصد) کانادایی ها به شدت از زنان مسلمان با حجاب در اماکن عمومی حمایت می کنند. اما با پوشیدن نقاب و برقع تمام صورت و بدن به شدت مخالفت می شود. از هر ده کانادایی فقط سه نفر از آن حمایت می کنند.